# Gara Alutu
Gara Alutu nebo Alutu (2335 m n. m.) je v současnosti neaktivní stratovulkán, nacházející se asi 120 km jižně od hlavního města Etiopie - Adis Abeby, mezi jezery Ziwaj Hajk (Zway) a Mirrga. Vrchol sopky je tvořen několika krátery, seřazenými podél severovýchodní-jihozápadní zlomové zóny a úbočí jsou pokryty desítkami struskových kuželů a lávových proudů.
První známky vulkanismu v oblasti sopky pocházejí z doby před 155 000 let. Nejmladší aktivita není starší než 2000 let.